# Eulecanium takachihoi
Eulecanium takachihoi är en insektsart som först beskrevs av Kuwana 1902.  Eulecanium takachihoi ingår i släktet Eulecanium och familjen skålsköldlöss. Inga underarter finns listade i Catalogue of Life.